# EuroTier

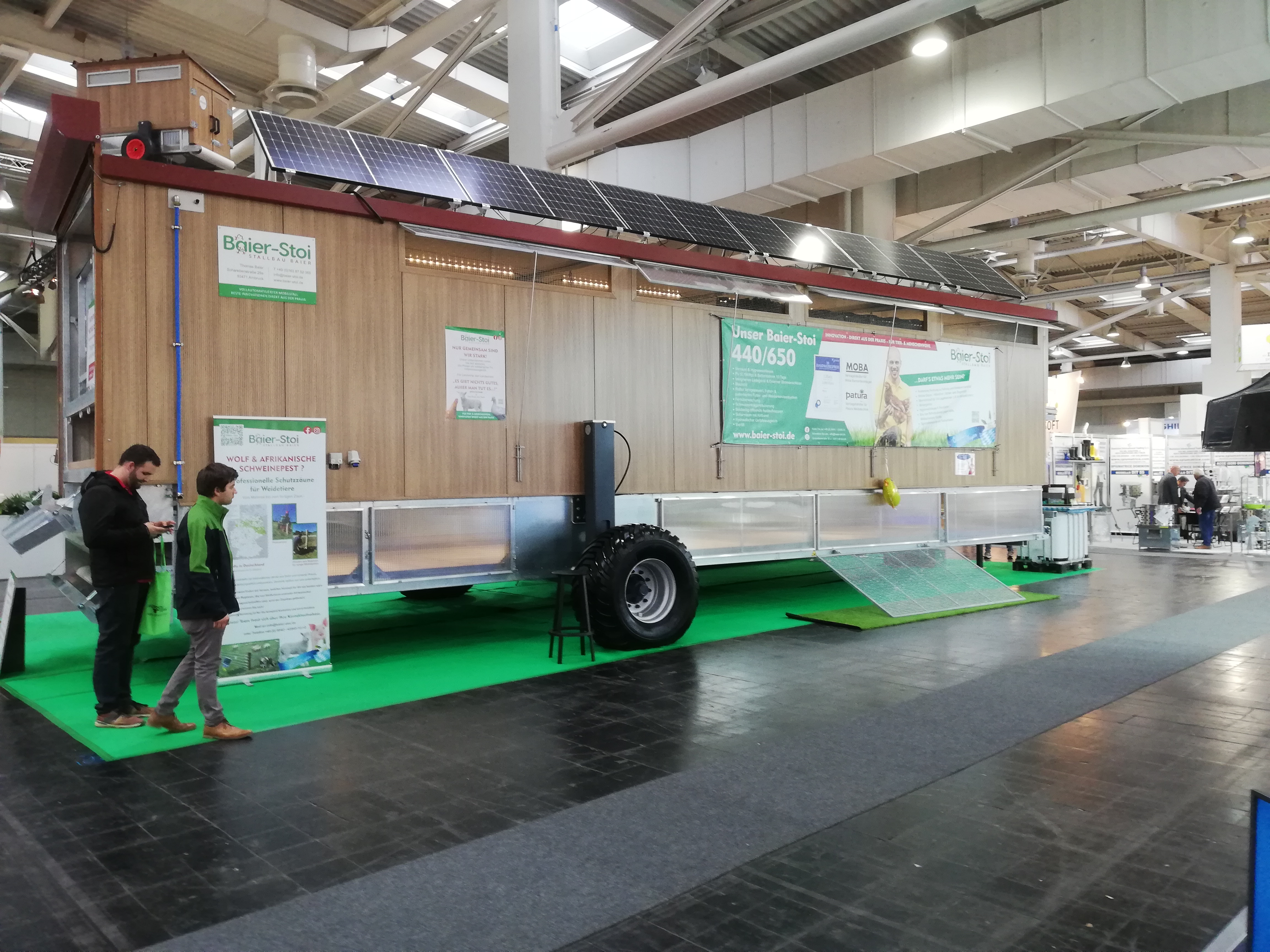
Mobiles Haltungssystem für Hühner auf der EuroTier, 2022

Die EuroTier in Hannover ist die weltgrößte Messe für Tierhaltung und -management. Sie wird seit 1993 von der Deutschen Landwirtschafts-Gesellschaft (DLG) getragen und von der DLG Service GmbH durchgeführt.

## Beschreibung
Die Messe findet alle zwei Jahre im November statt und nimmt weltweite Bedeutung sowie Einfluss auf technische Entwicklungen in der Tierhaltung für sich in Anspruch. Hauptausstellungsbereiche sind die Tierhaltungsbereiche Rind, Schwein, Geflügel sowie Produkte für alle Tierarten. Parallel richtet die DLG die Messe EnergyDecentral aus, nach eigenen Angaben die Leitmesse für dezentrale Energien.

## Geschichte
Die erste Messe fand im Jahr 1993 statt. Seit 1996 findet die Messe alle zwei Jahre im Wechsel mit der Agritechnica auf dem Messegelände Hannover statt.

### EuroTier 2006
Die EuroTier 2006 zählte rund 116.000 Besucher (davon knapp 17.000 aus dem Ausland) und 1.488 Aussteller aus 39 Ländern. Die Ausstellungsfläche (Brutto) betrug ca. 130.000 m². In diesem Jahr wurde zum ersten Mal der Ausstellungsschwerpunkt „BioEnergy Europe“ etabliert.

### EuroTier 2008
Zur EuroTier 2008 kamen 130.000 Besucher (22.000 aus dem Ausland), bei ca. 1.800 Ausstellern (davon 42 % aus dem Ausland) auf 170.000 m² Ausstellungsfläche. In diesem Jahr wurde der Bereich „BioEnergy Decentral“ (in den Folgejahren „EnergyDecentral“) zur eigenständigen Messe parallel zur EuroTier ausgegliedert.

### EuroTier 2010
Im Jahr 2010 kamen zur EuroTier ca. 140.000 Besucher und 1.926 Aussteller präsentierten sich auf der Messe (davon 40 % aus dem Ausland).

### EuroTier 2012
Auf der EuroTier 2012 stieg die Anzahl der Aussteller um 25 % auf 2.445. Auch die Ausstellungsfläche wuchs über 30 % auf über 250.000 m² in 16 Hallen des Messegeländes. 160.000 Besucher aus 100 Ländern bedeuteten ebenfalls einen Besucherrekord und einen Anstieg der Besucherzahl um 10 %. Dabei waren ca. 38.000 Besucher aus dem Ausland.

### EuroTier 2014
Die EuroTier 2014, die vom 11. bis zum 14. November stattfand, hatte 156.566 Besucher und 2.368 Aussteller.

### EuroTier 2016
Die EuroTier 2016 fand vom 15. bis zum 18. November statt. Mit 162.729 Besuchern und 2.638 Ausstellern auf 283.000 m² war die Messe so groß wie nie zuvor.

### EuroTier 2018

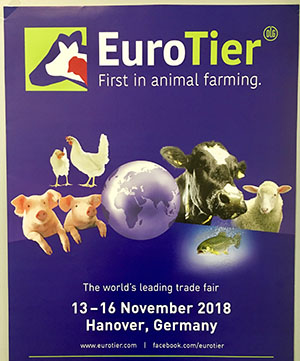
Poster der EuroTier 2018

Die EuroTier 2018 fand vom 13. bis zum 16. November statt. 155.000 Besucher, davon ca. 30 % aus dem Ausland, trafen auf 2.597 Aussteller.

### EuroTier 2020
Die EuroTier 2020 war ursprünglich vom 17. bis zum 20. November 2020 geplant. Aufgrund der COVID-19-Pandemie wurde sie im Juni 2020 auf den 9.–12. Februar 2021 verschoben und wegen der stark steigenden Infektionszahlen in ganz Europa im November 2020 komplett abgesagt bzw. nur noch als Online-Event angeboten. Über 41.000 Online-Teilnehmer wurden über die vier Veranstaltungstage gezählt.

### EuroTier 2022
Die EuroTier 2022 fand vom 15. bis zum 18. November 2022 unter dem Motto „Transforming Animal Farming“ in 14 Hallen auf dem Messegelände und zum Teil als Online-Event statt. Es kamen rund 1.800 Aussteller aus über 50 Ländern und rund 106.000 Besucher. Thematisch ging es unter anderem um Innovationen für die Rinder-, Schweine- und Geflügelhaltung.

## Ausstellungsbereiche
Die Ausstellungsbereiche gliedern sich wie folgt:
- Zuchttiere, Zuchtprogramme, Handel, Reproduktionstechnik
- Futter und andere Betriebsmittel
- Futterlagerung, Futterherstellung
- Stall- und Hallenbau
- Haltungs- und Fütterungstechnik
- Klima- und Umwelttechnik
- Melk- und Kühltechnik
- Technik für Kot, Fest- und Flüssigmist
- Transportfahrzeuge, Transportdienste
- Verarbeitung und Vermarktung
- Geräte und Zubehör
- Management und Beratung
- Aus-/Weiterbildung, Verbände, Medien

## EuroTier-Messen im Ausland
Unter der Marke „EuroTier“ bietet die Deutsche Landwirtschafts-Gesellschaft zusammen mit Partnern vor Ort seit 2019 weitere Fachmessen in anderen Kontinenten an:
- in der MENA-Region (Abu Dhabi) „EuroTier Middle East“, 2022 umbenannt in „AgroFarm Middle East“[13]
- in China „EuroTier China“[14]

## Kritik
2016 fand im Vorfeld der EuroTier in Hannover eine Demonstration mit mehreren Hundert Teilnehmern statt, um gegen die Messe zu protestieren. Die Demonstrierenden kritisierten, dass die Tierproduktion Umwelt und Tieren schade.
2018 demonstrierten Tierrechtsaktivisten am Eröffnungstag der EuroTier vor dem Messe-Gelände und wollten damit die nach ihren Angaben Hauptleidtragenden der Branche, die Tiere, sichtbar machen. An den folgenden Messetagen fanden mehrere Störaktionen auf der EuroTier statt, um unter anderem für Klimaschutz zu protestieren.